# Ancyluswall
Der Ancyluswall ist eine Bodenerhebung auf der schwedischen Ostseeinsel Öland.
Der Wall zieht sich, in einer Entfernung von einigen Kilometern, parallel zur Küstenlinie auf der Ostseite der Insel entlang. Der Ancyluswall ist ein alter Strandwall des Ancylussees, einem Vorläufer der heutigen Ostsee.
Da die Oberfläche Ölands eine abfallende Neigung von West nach Ost aufweist, bildet der Wall eine natürliche Barriere für das auf der Insel nach Osten in Richtung Ostsee abfließende Wasser. Auf der Westseite des Walls entstanden daher mehrere Feuchtgebiete, wie das Norra mossen und das Triberga-Alby-mosse. Im Rahmen von Entwässerungsarbeiten wurde der Wall an mehreren Stellen durchbrochen, um so einen Abfluss des Wassers zu ermöglichen und Moore, wie das Skedemosse trockenzulegen.
Da der Ancyluswall entgegen seiner direkten Umgebung trocken war, stellte er bereits in vorgeschichtlicher Zeit einen Verkehrsweg dar. Auch heute führt die östliche Küstenstraße Ölands in weiten Teilen auf dem Wall entlang. Es entstanden hier diverse Siedlungen wie Triberga, Lerkaka, Långlöt, Gärdslösa und Störlinge. Auf dem Wall befinden sich auch die bekannten Mühlenreihen von Lerkaka und von Störlinge.